# Bagi-féle szélmalom
A Bagi-féle szélmalom egy 19. századi szélmalom Pálmonostora településen, Bács-Kiskun vármegyében. A malom Magyarország egyik jelentős ipari műemlékei közé tartozik, amely jelenleg francia kezdeményezésre zajló restaurálási munkálatok alatt áll.

## Története

### Építés és korai évek
A szélmalmot 1866-ban építette Mészáros Gáspár, egy neves Csongrád megyei malomépítő mester. A malom eredeti tulajdonosa Bagi Ferenc volt, akinek nevét viseli a mai napig.

### 20. század
A malom az államosításig Bagi Ferenc tulajdonában maradt. Az államosítást követő évtizedekben a malom kihasználatlan állapotba került, és fokozatosan pusztulásnak indult.

### Megújulás
1999-ben a malmot megvásárolta Alain Guillon, egy francia származású tanár, aki beleszeretett az épületbe. Guillon minden nyáron szabadidejét a malom helyreállításának szenteli. Ennek érdekében egyesületet hozott létre a restaurálásra, amely külföldi fiatalokat toboroz önkéntes munkára a nyári hónapokban.

## Jelenlegi állapot
A restaurálási munkálatok eredményeként:
- Stabilizálták a falakat
- Kijavították az ablakokat
- Megjavították a tetőt, így az épület már nem ázik be

## Földrajzi elhelyezkedés
A malom Pálmonostora környékén található, a következő koordinátákon:
- Földrajzi szélesség: 47° 47,879' É
- Földrajzi hosszúság: 18° 54,692' K

## Kulturális jelentőség
A Bagi-féle szélmalom Magyarország ipari örökségének fontos részét képezi, és példaként szolgál a nemzetközi együttműködésen alapuló műemlékvédelemre.

## Külső hivatkozások
- Bagi-féle szélmalom - Termálfürdő.hu
- Magyar Nemzet cikk a szélmalomról
- 24.hu kultúra rovat
- Szallas.hu program ajánló